# Indotristicha
Indotristicha là một chi thực vật có hoa trong họ Podostemaceae.

## Loài
Chi Indotristicha gồm các loài: